# Elgam
La Elgam Electronica, meglio conosciuta con il marchio con cui firmava i propri prodotti Elgam fu un'importante azienda di strumenti musicali a tastiera delle Marche. Le sue produzioni più importanti erano organi e sintetizzatori.

## Storia
La Elgam fu fondata nel 1968 da tre soci: Guido Gasparrini, Antonio Marconi e Marco Marconi. L'azienda nasce sull'onda del grande sviluppo del polo industriale musicale delle Marche che vide il nascere e l'affermarsi di marchi come Farfisa, LOGAN Electronics S.r.l, CRB elettronica, Welson, Eko ed Elka. La prima sede della Elgam fu uno stabile in via Loreto 3 a Recanati, dal quale la Eko, nota fabbrica che produce soprattutto chitarre, si era appena trasferita.
Nel 1976 la ditta si sposta in un nuovo stabilimento di 2850 metri. È qui che vengono prodotti i loro organi e sintetizzatori più noti sia nella versione portatile (610R, Carousel, Beat44, Talisman, Sapphire De Luxe, Prelude, Ringo, Ruby, Ruby 610, Symphony) che nella versione consolle (666 Royal, Broadway 200, Broadway 444, Fantasy, Cosmic 333, 	Gran Gala, Mistral 200, Recital, Serenade).
L'azienda vedrà la sua massima espansione negli anni '70 con esportazioni in tutto il mondo e un organico di 85 dipendenti, per poi entrare in crisi nei primi anni '80 con l'ingresso massiccio nel settore di nuovi prodotti provenienti dall'est asiatico. Nel 1982 la Elgam cessa la sua attività.